# قائمة الأحزاب السياسية في البوسنة والهرسك
تتمتع البوسنة والهرسك بنظام متعدد الأحزاب، حيث يوجد العديد من الأحزاب التي لا يستطع أحد منها في كثير من الأحيان بفرصة الحصول على السلطة بمفرده، ويجب على الأحزاب العمل مع بعضها البعض لتشكيل حكومات ائتلافية.

## القائمة

### ممثلة في الجمعية البرلمانية
| الحزب | الحزب | الحزب                                                                            | اختصار      | القائد                | أيديولوجيا                                                             | مجلس النواب | مجلس الشعب | الطيف السياسي             | الانتماء الأوروبي                                 |
| ----- | ----- | -------------------------------------------------------------------------------- | ----------- | --------------------- | ---------------------------------------------------------------------- | ----------- | ---------- | ------------------------- | ------------------------------------------------- |
|       |       | حزب العمل الديمقراطي Stranka demokratske akcije                                  | SDA         | بكر عزت بيجوفيتش      | Bosniak nationalism سياسة محافظة إسلاموية الموالية الأوروبية           | 8 / 42      | 2 / 15     | يمين الوسط إلى يمينية     | حزب الشعب الأوروبي (مراقب)                        |
|       |       | تحالف الاشتراكيين الديمقراطيين المستقلين Савез независних социјалдемократа       | SNSD СНСД   | ميلوراد دوديك         | قومية صربية شعبوية كيان Separatism                                     | 6 / 42      | 3 / 15     | يمينية                    | –                                                 |
|       |       | الحزب الديمقراطي الاجتماعي Socijaldemokratska partija Социјалдемократска партија | SDP СДП     | نرمين نيكشيتش         | ديمقراطية اجتماعية الموالية الأوروبية                                  | 5 / 42      | 0 / 15     | يسار الوسط                | حزب الاشتراكيين الأوروبيين (مساعد)                |
|       |       | الاتحاد الديمقراطي الكرواتي Hrvatska demokratska zajednica                       | HDZ         | دراغان كوفيتش         | سياسة محافظة ديمقراطية مسيحية قومية كرواتية الموالية الأوروبية         | 4 / 42      | 3 / 15     | يمين الوسط إلى يمينية     | حزب الشعب الأوروبي (مراقب)                        |
|       |       | الجبهة الديمقراطية Demokratska fronta Демократски фронт                          | DF ДФ       | جليكو كومشيتش         | دولة مركزية قومية مدنية الموالية الأوروبية                             | 3 / 42      | 1 / 15     | وسطية إلى يسار الوسط      | –                                                 |
|       |       | الشعب والعدالة Narod i Pravda                                                    | NiP         | إلمدين كوناكوفيتش     | محافظة ليبرالية محافظة اجتماعية الموالية الأوروبية                     | 3 / 42      | 1 / 15     | يمين الوسط                | –                                                 |
|       |       | الحزب الديمقراطي الصربي Српска демократска странка                               | SDS СДС     | ميلان ميليسيفيتش      | قومية صربية سياسة محافظة الموالية الأوروبية                            | 2 / 42      | 1 / 15     | يمين الوسط إلى يمينية     | –                                                 |
|       |       | حزب التقدم الديمقراطي Партија демократског прогреса                              | PDP ПДП     | دراسكو ستانيفوكوفيتش  | صرب البوسنة والهرسك ليبرالية اقتصادية الموالية الأوروبية               | 2 / 42      | 1 / 15     | وسطية إلى يمين الوسط      | حزب الشعب الأوروبي (مراقب)                        |
|       |       | حزبنا Naša stranka Наша странка                                                  | NS НС       | إدين فورتو            | ليبرالية اجتماعية علمانية قومية الموالية الأوروبية                     | 2 / 42      | 0 / 15     | وسطية إلى يسار الوسط      | حزب تحالف الليبراليون والديمقراطيون من أجل أوروبا |
|       |       | الاتحاد الأوروبي الشعبي Narodni evropski savez                                   | NES         | نيرمين أوغريسيفيتش    | Bosniak nationalism سياسة محافظة الموالية الأوروبية                    | 2 / 42      | 0 / 15     | وسطية إلى يمين الوسط      | –                                                 |
|       |       | من أجل العدالة والنظام За правду и ред                                           | ZPR ЗПР     | نيبويشا فوكانوفيتش    | مكافحة الفساد قومية الموالية الأوروبية                                 | 1 / 42      | 0 / 15     | خيمة كبيرة                | –                                                 |
|       |       | الاتحاد الديمقراطي Демократски савез                                             | DEMOS ДЕМОС | نيديليكو تشوبريلوفيتش | سياسة محافظة                                                           | 1 / 42      | 0 / 15     | يمين الوسط                | –                                                 |
|       |       | اتحاد صربسكا Уједињена Српска                                                    | US УС       | نيناد ستيفانديتش      | قومية صربية عصبية قومية القومية المحافظة                               | 1 / 42      | 0 / 15     | يمين الوسط إلى يمين متطرف | –                                                 |
|       |       | المبادرة البوسنية الهرسكية Bosanskohercegovačka Inicijativa                      | BHI         | فؤاد كاسوموفيتش       | الموالية الأوروبية التعاون الأطلسي                                     | 1 / 42      | 0 / 15     | يسار الوسط                | –                                                 |
|       |       | إلى الأمام Naprijed                                                              | NPD         | شمس الدين محمدوفيتش   | محافظة اجتماعية الموالية الأوروبية                                     | 1 / 42      | 0 / 15     | وسطية                     |                                                   |
|       |       | للأجيال Za Nove Generacije                                                       | ZNG         | دامير ماريانوفيتش     | ليبرالية اجتماعية ليبرالية خضراء الموالية الأوروبية علمانية            | 0 / 42      | 1 / 15     | وسطية إلى يسار الوسط      | –                                                 |
|       |       | حزب البوسنة والهرسك Stranka za Bosnu i Hercegovinu                               | SBiH        | سمير أفنديتش          | القومية البشناقية حكومة مركزية الموالية الأوروبية                      | 0 / 42      | 1 / 15     | وسطية                     | –                                                 |
|       |       | الاتحاد الديمقراطي الكرواتي 1990 Hrvatska demokratska zajednica 1990             | HDZ 1990    | إلييا كفيتانوفيتش     | ديمقراطية مسيحية سياسة محافظة قومية كرواتية اتحادية الموالية الأوروبية | 0 / 42      | 1 / 15     | يمين الوسط                | حزب الشعب الأوروبي (مراقب)                        |

### ممثلة في برلمانات الكيانات
| الاسم | الاسم | الاسم                                                             | اختصار  | القائد           | أيديولوجيا                                                                   | مجلس نواب اتحاد البوسنة والهرسك | بيت شعب اتحاد البوسنة والهرسك | جمعية جمهورية صرب البوسنة الوطنية | الطيف السياسي        | الانتماء الأوروبي |
| ----- | ----- | ----------------------------------------------------------------- | ------- | ---------------- | ---------------------------------------------------------------------------- | ------------------------------- | ----------------------------- | --------------------------------- | -------------------- | ----------------- |
|       |       | حركة العمل الديمقراطي Pokret demokratske akcije                   | PDA     | إلزينا بيريتش    | القومية البشناقية سياسة محافظة جهوية                                         | 1 / 98                          | 1 / 80                        |                                   | يمين الوسط           | –                 |
|       |       | التحول الوطني الكرواتي Hrvatski nacionalni pomak                  | HNP     | إيفان فوكادين    | سياسة محافظة جهوية                                                           | 1 / 98                          | 1 / 80                        |                                   | يمين الوسط           | –                 |
|       |       | الحزب الجمهوري الكرواتي Hrvatska republikanska stranka            | HRS     | سلافين راغوز     | سياسة محافظة ديمقراطية مسيحية الموالية الأوروبية لامركزية الاتحادية          | 1 / 98                          | 0 / 80                        |                                   | يمين الوسط           | –                 |
|       |       | حركة كرايينا الحديثة والفاعلة Pokret za Modernu i Aktivnu Krajinu | POMAK   | إلفيدين سيديتش   | جهوية                                                                        | 1 / 98                          | 0 / 80                        |                                   | وسطية                | –                 |
|       |       | سلطة الشعب Snaga naroda                                           | SN      | رامو إيزاك       | شعبوية مكافحة الفساد الموالية الأوروبية                                      | 1 / 98                          | 0 / 80                        |                                   | وسطية إلى يمين الوسط | –                 |
|       |       | حزب الفلاحين الكرواتي Hrvatska seljačka stranka                   | HSS     | ماريو كاراماتيتش | الإصلاح الزراعي قومية كرواتية                                                | 1 / 98                          | 0 / 80                        |                                   | يمين الوسط           | –                 |
|       |       | الحزب الاشتراكي Социјалистичка Партија                            | SP СП   | بيتار دوكيتش     | ديمقراطية اجتماعية الاشتراكية الديمقراطية شكوكية أوروبية                     |                                 |                               | 5 / 83                            | يسار الوسط           | –                 |
|       |       | حزب الشعب في صربسكا Народна партија Српске                        | NPS НПС | داركو بانجاك     | قومية صربية سياسة محافظة ديمقراطية مسيحية التعاون الأطلسي الموالية الأوروبية |                                 |                               | 3 / 83                            | يمينية               | –                 |
|       |       | الحزب الاشتراكي في صربسكا Социјалистичка партија Српске           | SPS СПС | غوران سيلك       | ديمقراطية اجتماعية                                                           |                                 |                               | 3 / 83                            | يسار الوسط           | –                 |
|       |       | الجبهة الشعبية Народни Фронт                                      | NF НФ   | يلينا تريفيتش    | مكافحة الفساد ليبرالية اقتصادية الموالية الأوروبية                           |                                 |                               | 3 / 83                            | وسطية إلى يمين الوسط | –                 |
|       |       | تحالب الشعب الديمقراطي Демократски народни савез                  | DNS ДNС | نيناد نيسيتش     | قومية صربية سياسة محافظة القومية المحافظة                                    |                                 |                               | 2 / 83                            | يمين الوسط           | –                 |

### أحزاب خارج البرلمان
| الاسم | الاسم | الاسم | اختصار     | القائد           | أيديولوجيا                             |
| ----- | ----- | --- | ---------- | ---------------- | -------------------------------------- |
|       |       | الحزب الوطني البوسني-هرتزغوفيني Bosanskohercegovačka patriotska stranka                                      | BPS        | سيفير خليلوفيتش  | قومية بوسنية محافظة وطنية              |
|       |       | الحزب البوسني Bosanska stranka                                                                               | BOSS       | ميرنس أجانوفيتش  | يسارية                                 |
|       |       | حركة القخر الوطني البوسني Bosanski pokret nacionalnog ponosa                                                 | BPNP       | المنصب شاغر      | نازيون جدد قومية بوسنية                |
|       |       | الحزب الديمقراطي المدني Građanska demokratska stranka                                                        | GDS        | إبراهيم سباهيتش  | ليبرالية اجتماعية                      |
|       |       | الخضر من البوسنة والهرسك Zeleni Bosne i Hercegovine                                                          | Zeleni BiH | حسن ديليك        | سياسة خضراء                            |
|       |       | الحزب الشيوعي Komunistička partija                                                                           | KP         | محمد أماموفيتش   | شيوعية الاشتراكية الديمقراطية          |
|       |       | الاتحاد الديمقراطي الكرواتي المسيحي للبوسنة والهرسك Hrvatska kršćanska demokratska unija Bosne i Hercegovine | HKDU BiH   | إيفانكا باريتش   | ديمقراطية مسيحية                       |
|       |       | حزب الفلاحين الكرواتي في البوسنة والهرسك Hrvatska seljačka stranka Bosne i Hercegovine                       | HSS BiH    | ماريو كراماتيك   | الإصلاح الزراعي قومية كرواتية          |
|       |       | حزب الفلاحين الكرواتي بقيادة ستيبان راديتش Hrvatska seljačka stranka Stjepana Radića                         | HSS SR     | أنتو لوزانتشيتش  | ديمقراطية مسيحية الإصلاح الزراعي       |
|       |       | الحزب الكرواتي لحقوق البوسنة والهرسك Hrvatska stranka prava Bosne i Hercegovine                              | HSP BiH    | ستانكو بريموراك  | العصبية القومية الكرواتية محافظة وطنية |
|       |       | اتحاد الشعب الديمقراطي Demokratska narodna zajednica                                                         | DNZ        | أدميل مولاليتش   | جهوية خيمة كبيرة                       |
|       |       | الحزب الديمقراطي للفدراليين Demokratska stranka federalista                                                  | DSF        | دراغان جوكانوفتش | اتحادية تأييد الأوروبية                |
|       |       | حزب المتقاعدين المتحدون Partija ujedinjenih penzionera                                                       | PUP        | فينكو بوشاونيا   | وسطية مصالح المتقاعدين                 |
|       |       | حزب العدالة والثقة Stranka pravde i povjerenja                                                               | SPP        | زيفكو بوديمير    | محافظة اجتماعية                        |
|       |       | حزب المتقاعدين في البوسنة والهرسك Stranka penzionera/umirovljenika BiH                                       | SPU BiH    | دييفاد هوديتش    | مصالح المتقاعدين                       |
|       |       | حزب القراصنة Piratska partija Bosne i Hercegovine                                                            | PP BiH     | المنصب شاغر      | حزب القراصنة ديمقراطية سائلة           |
|       |       | حزب اليمين الكرواتي Stranka hrvatskog prava                                                                  | SHP        | أنتي ماتيتش      | قومية كرواتية سياسة محافظة             |
|       |       | حزب حقوق البوسنة والهرسك 1861 Bosanskohercegovačka stranka prava 1861                                        | BSP 1861   | فلادو موسى       | قومية كرواتية سياسة محافظة             |
|       |       | الحزب الراديكالي الصربي "9 يناير" Српска радикална странка „9. јануар”                                       | SRS 9J     | دراجان أورديفيتش | قومية صربية سياسة محافظة               |
|       |       | الحزب الشيوعي العمالي للبوسنة والهرسك Radničko-komunistička partija Bosne i Hercegovine                      | RKP-BiH    | جوران ماركوفيتش  | شيوعية اللوكسمبورغية                   |
|       |       | حركة الوطن الكرواتي Hrvatski domovinski pokret                                                               | HDP        | سلافكو أنداتشيتش | قومية كرواتية سياسة محافظة             |

### الأحزاب البائدة والتاريخية
| الاسم | الاسم                                                                                           | اختصار  | القائد                | أيديولوجيا                                  |
| ----- | ----------------------------------------------------------------------------------------------- | ------- | --------------------- | ------------------------------------------- |
|       | حزب النشاط الديمقراطي Stranka demokratske aktivnosti                                            | A-SDA   | نرمين أوغريسيفيتش     | قومية بوسنية ديمقراطية إسلامية محافظة وطنية |
|       | قائمة البوسنة والهرسك المستقلة Nezavisna bosanskohercegovačka lista                             | NBL     | إبراهيم حديباجريتش    | قومية بوسنية سياسة محافظة                   |
|       | الديمقراطيون المسيحيون الكرواتيون Hrvatski demokršćani                                          | HD      | المنصب شاغر           | ديمقراطية مسيحية                            |
|       | اتحاد الشعب الكرواتي Hrvatska narodna zajednica                                                 | HNZ     | ميلينكو بركيتش        | قومية كرواتية سياسة محافظة                  |
|       | الكتلة الكرواتية اليمنى Hrvatski pravaški blok                                                  | HPB     | زيليكو كورومان        | قومية كرواتية سياسة محافظة                  |
|       | التحالف الديمقراطي للخضر Demokratski savez Zelenih                                              | DSZ     | مجهول                 | سياسة خضراء                                 |
|       | الحزب الديمقراطي للمتقاعدين Demokratska stranka penzionera                                      | DSP     | ألويز كنيزوفيتش       | مصالح المتقاعدين                            |
|       | الحزب الديمقراطي لجمهورية صرب البوسنة Demokratska stranka Republike Srpske                      | DP RS   | دراغان سافيتش         | محافظة وطنية                                |
|       | الحزب الاشتراكي الديمقراطي Demokratska socijalistička partija                                   | DSP     | نيبويشا رادمانوفيتش   | الاشتراكية الديمقراطية                      |
|       | الحزب الشيوعي في البوسنة والهرسك Savez komunista Bosne i Hercegovine                            | SK BiH  | رئيس هيئة الرئاسة     | شيوعية ماركسية لينينية                      |
|       | رابطة الشباب الاشتراكي للبوسنة والهرسك Savez socijalističke omladine                            | SSO     | راسم قديتش            | ليبرالية                                    |
|       | المنظمة البوسنية المسلمة Muslimanska bošnjačka organizacija                                     | MBO     | عادل ذو الفقار باشيتش | إسلامية الأقليات                            |
|       | الحزب الوطني الديمقراطي Narodna demokratska stranka                                             | NDS     | كرستو جاندريتش        | محافظة وطنية                                |
|       | المبادرة الكرواتية الجديدة Nova hrvatska inicijativa                                            | NHI     | كريشمير زوباك         | ديمقراطية مسيحية قومية كرواتية              |
|       | الحزب الراديكالي لجمهورية صرب البوسنة Radikalna stranka Republike Srpske                        | RSRS    | مجهول                 | قومية صربية                                 |
|       | الحزب الجمهوري Republikanska stranka                                                            | RP      | ستيبان كلجويتش        | علمانية                                     |
|       | التحالف الوطني الصربي Srpski narodni savez                                                      | SNS RS  | بيلجانا بلافشيتش      | خيمة كبيرة قومية صربية                      |
|       | الحزب الصربي الراديكالي لجمهورية صرب البوسنة Srpska radikalna stranka Republike Srpske          | SRS RS  | ميلانكو ميهاجليكا     | قومية صربية محافظة وطنية                    |
|       | الاتحاد الديمقراطي الاجتماعي للبوسنة والهرسك Socijaldemokratska unija Bosne i Hercegovine       | SDU BiH | نرمين بيتشاناك        | ديمقراطية اجتماعية علمانية                  |
|       | اتحاد قوى الإصلاح اليوغوسلافية Savez reformskih snaga                                           | SRSJ    | أنتي ماركوفيتش        | ليبرالية اجتماعية ديمقراطية اجتماعية        |
|       | اتحاد الديمقراطيين الاجتماعيين في البوسنة والهرسك Unija bosansko-hercegovačkih socijaldemokrata | UBSD    | سعاد أفديتش           | ديمقراطية اجتماعية                          |

## اقرأ أيضا
- سياسة البوسنة والهرسك
- الانتخابات في البوسنة والهرسك
- قائمة الأحزاب السياسية في جمهورية صرب البوسنة